# Cafe Drechsler

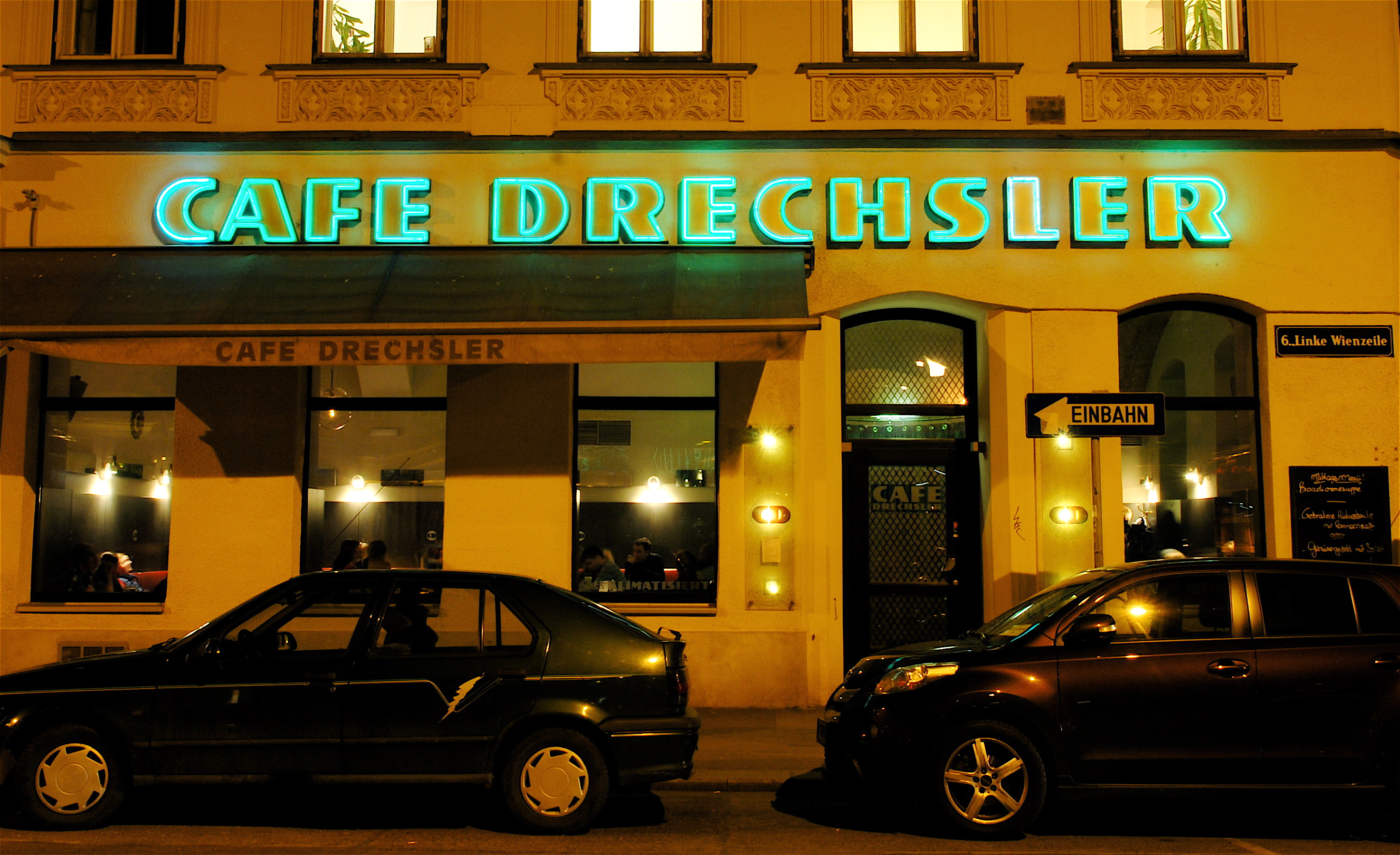
Cafe Drechsler, Außenansicht

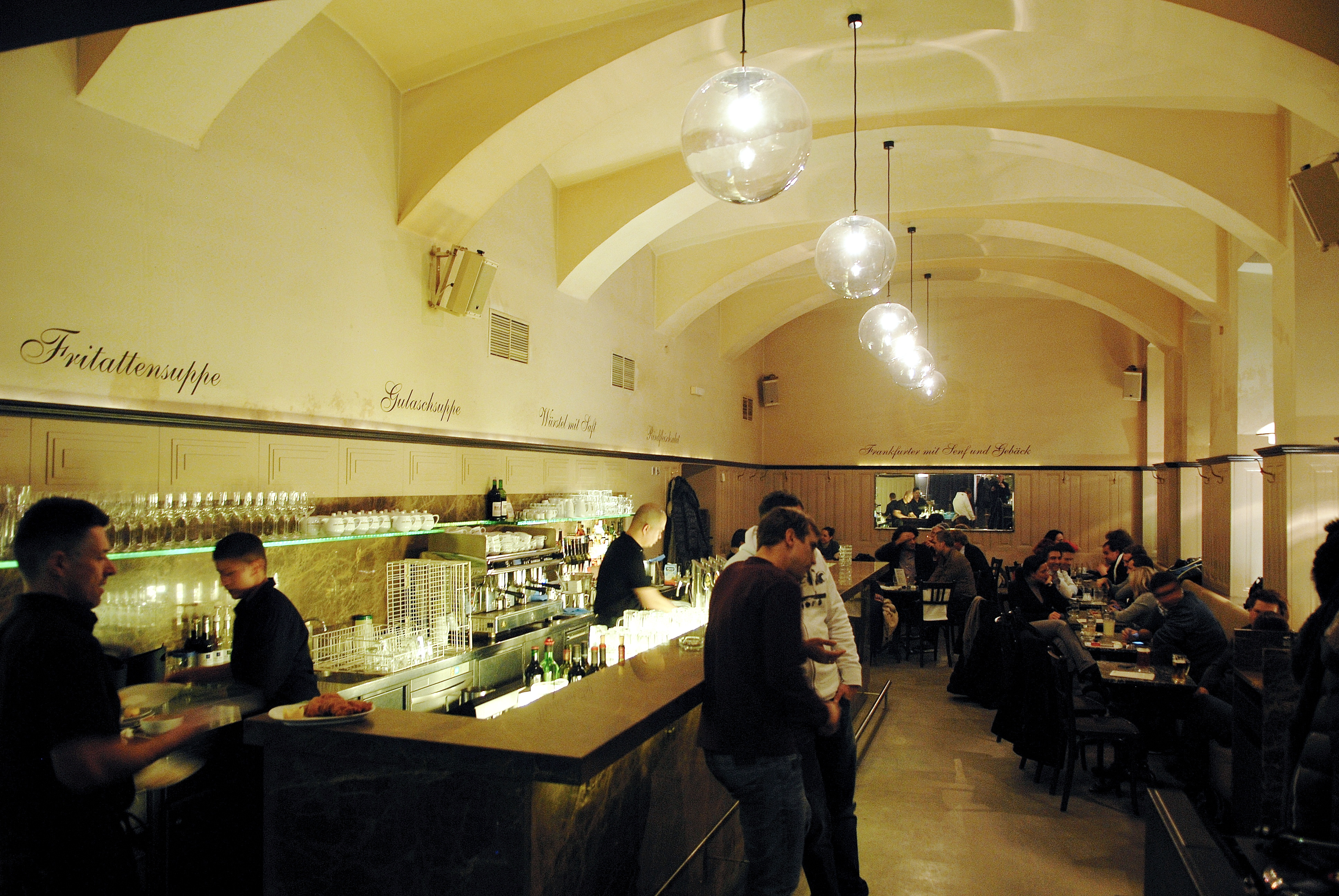
Gastraum im Cafe Drechsler

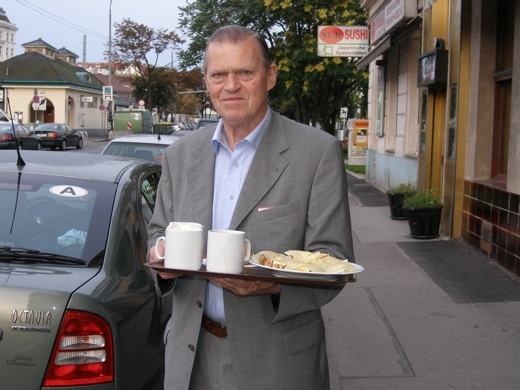
Engelbert Drechsler bei einem Liefergang von seinem Kaffeehaus zum Naschmarkt, August 2005

Das Cafe Drechsler ist ein Kaffeehaus in der Nähe des Naschmarktes im 6. Wiener Gemeindebezirk Mariahilf, Linke Wienzeile 22, Ecke Girardigasse 1.

## Geschichte
Im Jahr 1919 eröffnete Engelbert Drechsler (I.) am Standort Linke Wienzeile 22 das Markt-Café „An der Wien“, welches zu einem späteren Zeitpunkt auf „Cafe Drechsler“ umbenannt wurde. Sein Sohn Engelbert Drechsler (II.) führte das Kaffeehaus in den Jahren 1928 bis 1957. Von 1957 bis zu seiner Pensionierung im Jahr 2005 war Engelbert Drechsler (III.) († 21. November 2015), der Enkel des Gründers, Eigentümer des Unternehmens.
Engelbert Drechsler (III.) erwarb sich im Lauf der Jahre einen legendären Ruf. Sein Kaffeehaus war von Montag bis Freitag von 4 bis 20 Uhr und am Samstag von 4 bis 18 Uhr geöffnet. Bekanntheit erlangte das Café Drechsler vor allem deshalb, weil die Nachtschwärmer Wiens dort einkehren konnten, nachdem bereits sämtliche Nachtbars der Bundeshauptstadt zugesperrt hatten. Manch ein Gast, der sich nach durchzechter Nacht zur Erholung seiner Magennerven ein Frühstück oder eine Eierspeise gönnen wollte, wurde von Engelbert Drechsler umgestimmt und konsumierte letztlich um vier Uhr morgens bereits ein Wiener Schnitzel. Die Preise waren in der Ära Engelbert Drechsler (III.) moderat, und das gastronomische Angebot umfasste neben Kaffeespezialitäten sowie Frühstück allerlei Gerichte aus dem Fundus der Wiener Küche.
Augenfällig waren die zahlreichen Liefergänge Engelbert Drechslers zu den Naschmarktstandlern. Bereits am frühen Morgen brachte er den Standlern höchstpersönlich Häferlkaffe, zu Mittag lieferte er ihnen Gulasch, Knödelgerichte und dergleichen, und am Nachmittag folgten neuerlich Verpflegungsgänge mit Häferlkaffee sowie kleinen Imbissen.
Kurz vor der Pensionierung von Engelbert Drechsler im Jahr 2005 kursierte in Wien das Gerücht, dass das Cafe Drechsler von einer Fastfood-Kette übernommen werde. Wie sich später herausstellte, hatten sich tatsächlich mehrere internationale Ketten für den Standort interessiert. Schließlich wurde das alte Eckkaffeehaus von der „GMG Gastronomiemanagement GmbH“, einem gemeinsamen Unternehmen von Alexander Maculan und Hotel Triest-Chef Manfred Stallmajer übernommen, um 700.000 Euro saniert und umgebaut. Am 15. Februar 2007 wurde das Kaffeehaus von den neuen Besitzern unter dem Namen Cafe Drechsler wiedereröffnet.
Das Kaffeehaus wurde Ende März 2018 geschlossen, das Lokal wurde von Nikolai Kölbl und Benjamin Weidinger übernommen und am 15. Mai 2018 wiedereröffnet. Die offizielle Eröffnung fand am 30. Mai 2018 nach einer anfänglichen Soft Opening Phase statt.

## Ambiente, Interieur
Mit der Neugestaltung des Cafe Drechsler wurde der britische Designer Sir Terence Conran beauftragt, der sich bemühte, den alten Kaffeehauscharakter zu erhalten. Beispielsweise wurde die alte Innenvertäfelung komplett abgenommen und nach sorgfältiger Renovierung wieder montiert. Moderne Akzente, die etwa im Barbereich oder mit der Installation moderner Beleuchtungselemente umgesetzt wurden, fielen moderat aus. Markant sind vor allem die Wandbeschriftungen, die einen Teil der Speisekarte wiedergeben. Die Sitzgelegenheiten und Tische repräsentieren auch noch nach der Neugestaltung den konservativen Stil eines Altwiener Kaffeehauses.

## Spezielle Nachtöffnungszeiten
Nach der Wiedereröffnung im Jahr 2007 überraschte das Cafe Drechsler sein Publikum mit Beinahe-rund-um-die-Uhr-Öffnungszeiten. Einige Jahre lang war täglich von 3 Uhr bis zur darauf folgenden Nacht um 2 Uhr geöffnet. Nach einer Ruhepause von nur einer Stunde sperrte das Kaffeehaus erneut auf. Ab September 2013 mussten sich die Besucher des Cafe Drechsler an Öffnungszeiten gewöhnen, die pro Woche mehrmals unterschiedlich sind. War es zuvor auch ein ausgesprochenes Nachtkaffeehaus gewesen, so ist das Cafe Drechsler seither nur noch am Wochenende auch nach Mitternacht geöffnet.
Der Betreiber Manfred Stallmajer schloss das Cafe Samstagnacht, 24. auf 25. März 2018 und macht behördliche Auflagen dafür verantwortlich. Es gehörte laut Firmencompass zuvor 20 % Stallmajer und zu 80 % der Maculan Vermögensverwaltungs-Gesellschaft m.b.H.

## Neuer Betreiber
Die neuen Betreiber, Benjamin Weidinger und Christoph Presser, eröffneten als Speiselokal am 15. Mai 2018 neu. Die offizielle Wiedereröffnung fand am 30. Mai 2018 nach einer anfänglichen Soft Opening Phase statt.